# Waco CG-4
Waco CG-4A là loại tàu lượn quân sự chuyên dùng để vận tải được sử dụng rộng rãi nhất của Hoa Kỳ trong Chiến tranh thế giới II. Không quân Lục quân Hoa Kỳ định danh cho nó là CG-4A, người Anh đặt tên là Hadrian.

## Biến thể

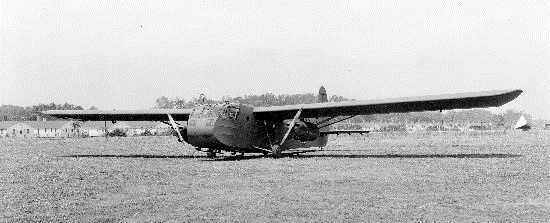
Mẫu thử XPG-1

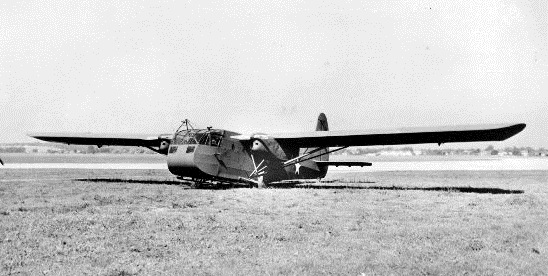
Mẫu thử XPG-2

XCG-4
CG-4A
XCG-4B
XPG-1
XPG-2
XPG-2A
PG-2A
XPG-2B
LRW-1
G-2A
G-4A
G-4C
Hadrian Mk.I
Hadrian Mk.II

## Quốc gia sử dụng

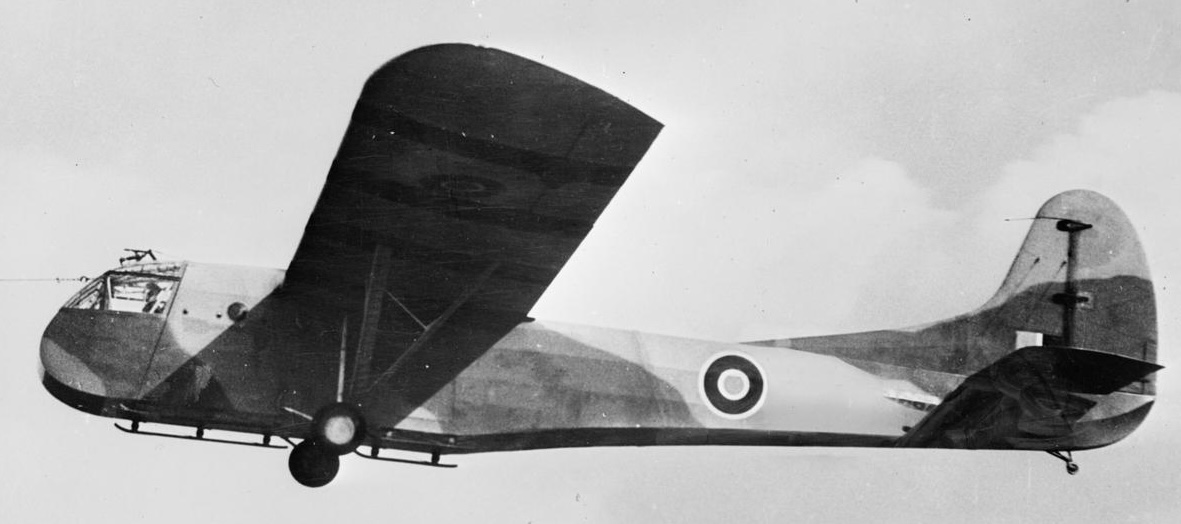
Hadrian của Anh

Canada
- Không quân Hoàng gia Canada

 Tiệp Khắc
- Không quân Tiệp Khắc

 Anh Quốc
- Quân đoàn Không quân Lục quân

 United States
- Không quân Lục quân Hoa Kỳ
- Hải quân Hoa Kỳ

## Tính năng kỹ chiến thuật (CG-4A)
Dữ liệu lấy từ Tribute to the American Combat Glider Pilots of World War II and Pilot's Flight Operating Instructions for Army Model CG4A Glider (TO No. 09-40CA-1)
Đặc điểm tổng quát
- Kíp lái: 2
- Sức chứa: 13 lính, hoặc xe tải ¼ tấn (Jeep) và 4 lính, hoặc 6 cáng tải thương
- Chiều dài: 48 ft 8 in (14,8 m)
- Sải cánh: 83 ft 8 in (25,5 m)
- Chiều cao: 15 ft 4 in (4,7 m)
- Diện tích cánh: 900 ft² (83,6 m²)
- Trọng lượng rỗng: 3.900 lb (1.769 kg)
- Trọng lượng có tải: 7.500 lb (3.402 kg)
- Trọng lượng cất cánh tối đa: 7.500 lb (3.402 kg)

 Hiệu suất bay 
- Vận tốc cực đại: 150 mph CAS (240 km/h CAS)
- Tải trên cánh: 8,33 lb/ft² (40,7 kg/m²)